# Isidoro Sánchez de Luna
Isidoro Sánchez de Luna (Napoli, 16 novembre 1705 – 17 ottobre 1786) è stato un arcivescovo cattolico italiano.

## Biografia
Nacque a Napoli da don Gabriele (1662-1729), patrizio napoletano, primo duca di Gagliati dal 1727, giudice della Gran Corte della Vicaria nel 1701, e da Beatrice d'Anna e gli fu dato il nome di Antonio.
Nel 1720, a 14 anni, entrò nell'ordine benedettino nella Congregazione Cassinese e nel 1728 venne ordinato sacerdote.
Fu cappellano maggiore del Regno di Napoli, prefetto dei Regi Studi, e vescovo di Ariano dal 1748 al 1754, poi arcivescovo di Taranto dal 1754 al 1759 e arcivescovo di Salerno dal 1759 al 1783. Venne poi nominato arcivescovo titolare di Tarso.
Nel 1775 fu l'ispiratore degli editti reali per la messa al bando della Massoneria.

## Genealogia episcopale
La genealogia episcopale è:
- Cardinale Sigismund von Kollonitz
- Cardinale Michele Federico Althann
- Cardinale Juan Álvaro Cienfuegos Villazón, S.I.
- Cardinale Joaquín Fernández de Portocarrero
- Arcivescovo Isidoro Sánchez de Luna, O.S.B